# Parancistrus
Parancistrus – rodzaj słodkowodnych ryb sumokształtnych z rodziny zbrojnikowatych (Loricariidae).

## Zasięg występowania
Ameryka Południowa: Brazylia i Peru.

## Klasyfikacja
Gatunki zaliczane do tego rodzaju:
- Parancistrus aurantiacus
- Parancistrus nudiventris

Gatunkiem typowym jest Hypostomus aurantiacus (=P. aurantiacus).